# بولنیسی
بولنیسی (به گرجی: ბოლნისი) شهری در استان کومو کارتلی گرجستان و مرکز شهرداری بولنیسی است. جمعیت این شهر طبق سرشماری سال ۲۰۰۹ میلادی ۱۱٬۳۰۰ نفر بوده‌است. زبان بیشتر مردم این منطقه ترکی آذربایجانی است.

## نگارخانه

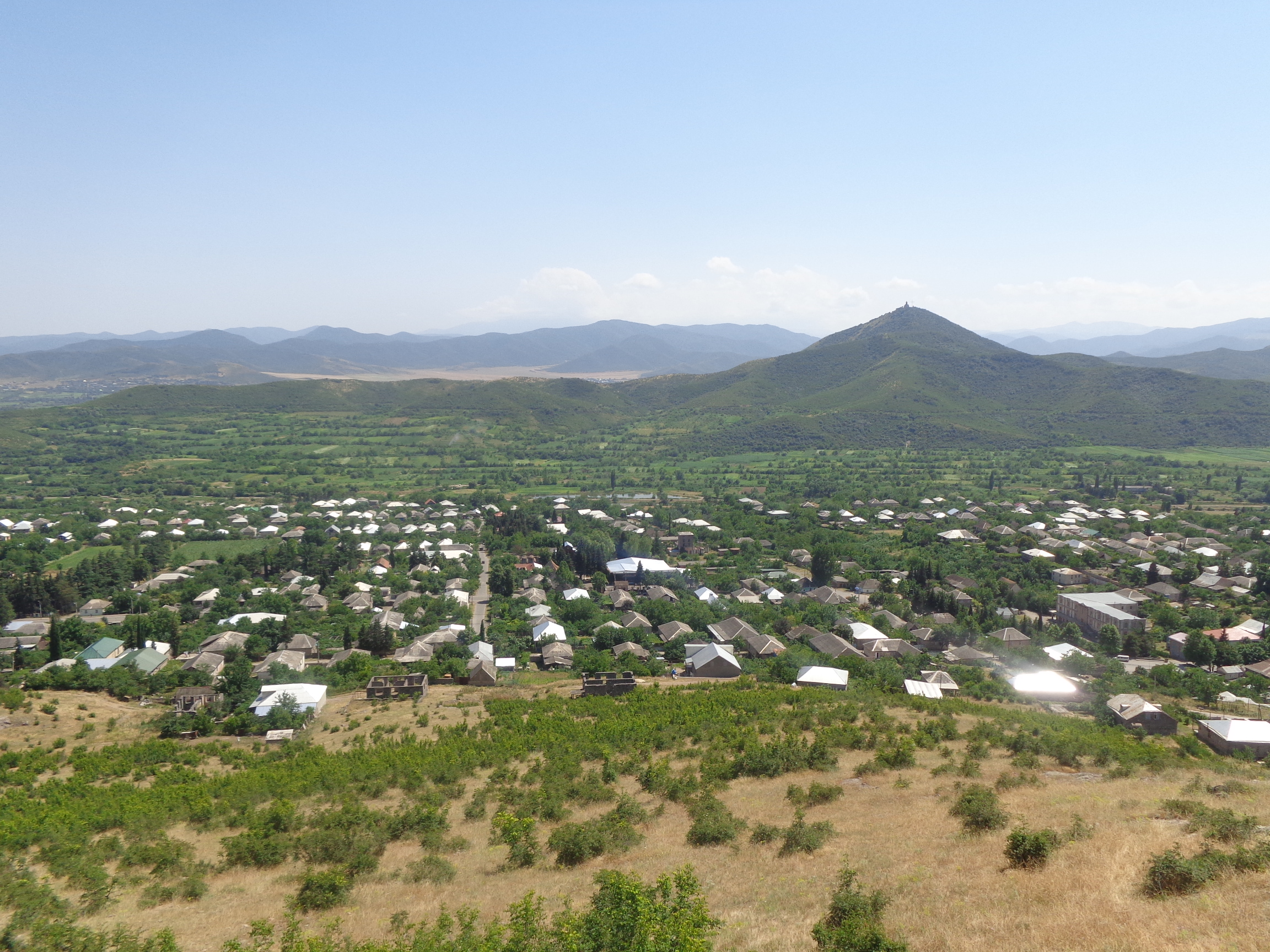
نمایی از بولنیسی

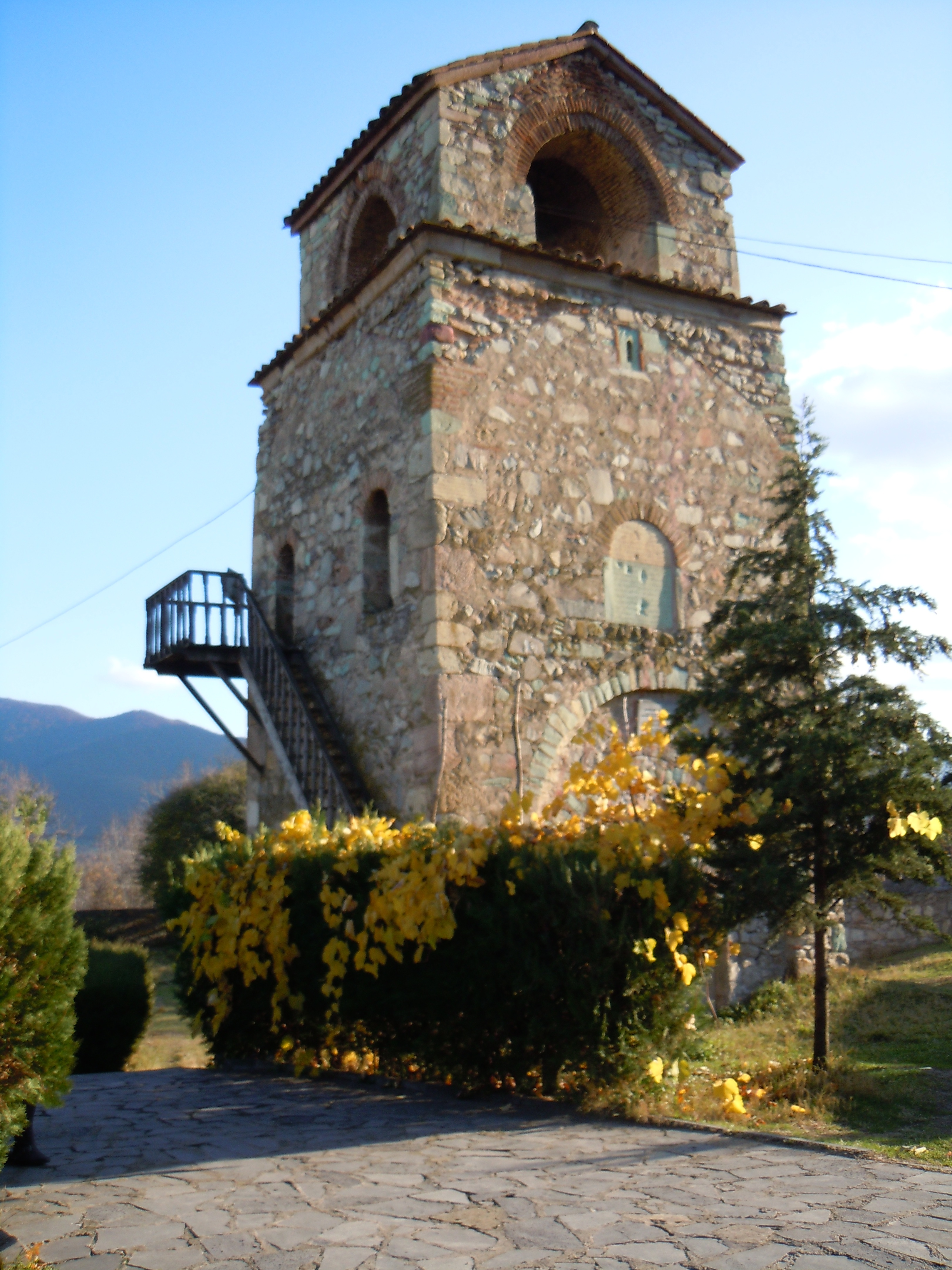
برج ناقوس کلیسای بولنیسی